# لسلی هاوارد
لسلی هاوارد (انگلیسی: Leslie Howard؛ زاده ۳ آوریل ۱۸۹۳ درگذشته ۱ ژوئن ۱۹۴۳) هنرپیشه، کارگردان و تهیه‌کننده اهل بریتانیا بود. وی بین سال‌های ۱۹۱۷ تا ۱۹۴۳ میلادی فعالیت می‌کرد.
هاوارد یکی از بزرگ ترین بازیگران زمان خود بود. در حالی که خیلی ها می پنداشتند این بازیگر انگلیسی با «بربادرفته» به شهرت رسیده اما هاوارد بازیگری را از دوران صامت آغاز کرده بود. از مهم ترین فیلم های او می توان به «اینترمتسو»، «بربادرفته»،«رومئو ژولیت» و «میدان برکلی» اشاره کرد. هاوارد که در سال های جنگ به فعالیت های ضدنازیسم مشغول بود در روز اول ژوئن ۱۹۴۳ در سانحه سقوط هواپیمای جنگی درگذشت. او هنگام مرگ ۵۰ سال داشت.

## فیلمشناسی
| سال  | کشور         | عنوان               | سمت      | سمت       | سمت     | سمت                     |
| سال  | کشور         | عنوان               | کارگردان | تهیه‌کننده | هنرپیشه | نقش                     |
| ---- | ------------ | ------------------- | -------- | --------- | ------- | ----------------------- |
| ۱۹۳۱ | ایالات متحده | روح آزاد            |          |           | بله     | Dwight Winthrop         |
| ۱۹۳۳ | ایالات متحده | میدان برکلی         |          |           | بله     | Peter Standish          |
| ۱۹۳۳ | ایالات متحده | اسرار               |          |           | بله     | John Carlton            |
| ۱۹۳۳ | ایالات متحده | پیرامون اسارت بشری  |          |           | بله     | Philip Carey            |
| ۱۹۳۶ | ایالات متحده | رومئو و ژولیت       |          |           | بله     | Romeo                   |
| ۱۹۳۷ | ایالات متحده | به دنبال عشقم       |          |           | بله     | بَزیل آندروود            |
| ۱۹۳۸ | بریتانیا     | پیگمالیون           | بله      | بله       | بله     | Professor Henry Higgins |
| ۱۹۳۹ | ایالات متحده | بر باد رفته         |          |           | بله     | اشلی ویلکز              |
| ۱۹۴۱ | بریتانیا     | مدار ۴۹ درجه        |          |           | بله     | Philip Armstrong Scott  |
| ۱۹۴۲ | بریتانیا     | جایی که خدمت می‌کنیم |          |           | بله     | voice                   |